# Kings Bay (zatoka na południe od Mahone Bay)
Kings Bay – zatoka (ang. bay) w kanadyjskiej prowincji Nowa Szkocja, w hrabstwie Lunenburg, na południe od zatoki Mahone Bay; nazwa urzędowo zatwierdzona 2 lipca 1953.